# Ђура Папхархаи
Ђура Папхархаји (рсн. Дюра Папгаргаї; Руски Крстур, 11. новембар 1936 — Нови Сад, 15. март 2008) био је русински књижевник и новинар. Један је од ретких Русина који је добио Књижевну награду „Невен” за дечију књигу прича Крај света 1980. године. Између осталог добио је и Октобарску награду града Новог Сада, као и награду за животно дело Друштва писаца Војводине.

## Биографија
Рођен је у Руском Крстуру од оца Ђуре и мајке Магдалене Роман, дипломирао је југословенску књижевност у Новом Саду, и радио као наставник у Врбасу и Руском Крстуру. Био је песник, прозни и драмски писац, књижевни критичар и позоришни режисер, и 27 година радио као новинар и уредник русинског часописа Шветлосц. Написао је 23 драме које су извођене на сцени и на радију.

## Награде
- Награда за најбољу књигу на русинском језику (1969)[1],
- Невен (1980),
- Искре културе КПЗ Војводине (1982)[1],
- Октобарске награде Новог Сада (1984),
- Златне значке КПЗ Србије (1986)[1],
- награде НИП Руске слово за животно дело (1995)[1],
- Вукове награде КПЗ Србије (1996)[1],
- награде Александра Даниловича – међународне годишње награде за најбољу књигу на русинском језику (1997)[1]

## Књижевни рад
Папхархаји је стварао на више језика.

### На русинском и украјинском језику
- Вина : приповедки (1984)
- Образи на скори : руска трилоґия (1988)
- Конєц швета : домашнє читанє за VI класу основней школи (1980/1989), добитник дечије награде Невен
- Наталка у швеце лївих, цлївих и щешлївих : драмски сказки (1994)
- Наталка : драмски сказки (1996)
- Путованє на юг : поезия (1998)
- У роси кощак сон : вибрани писнї (1998)
- Живи цинї : вибрани драми (1999)
- Запор : вибрана проза (1999)
- Яй, Боже мой, яке я то велЬке : писнї о дзецох и за дзеци (2005)
- Били янтар : писнї (песме 2006)
- Збегньовчаре : приповедки (2012)

### На српском језику
- Дубока бразда - избор приповедала савремених русинских писаца (1975)
- На раскршћу - избор из прозе народа и народности СФРЈ (1988)
- Замак осветљен сунцем избор савремене приповетке за младе (1991)
- Улица дивљих кестенова - избор из југолсовенске приповедачке прозе (1997)
- Жута причест - антологија поезије војвођанских Русина (2003)
- И сенком и прахом изабране песме (2003)
- Ослепљени славуј - антологија русинске поезије (2009)